# Moacir Zimmermann
Moacir Zimmermann (Foz do Iguaçu, 30 de dezembro de 1983) é um atleta brasileiro da marcha atlética.
Integrou a delegação que disputou os Jogos Pan-Americanos de 2011 em Guadalajara, no México.
Integrou a equipe brasileira de atletismo, na modalidade marcha atlética de 20 km, nas Olimpíadas de de 2016, no Rio de Janeiro.